# 斯图加特国立剧院

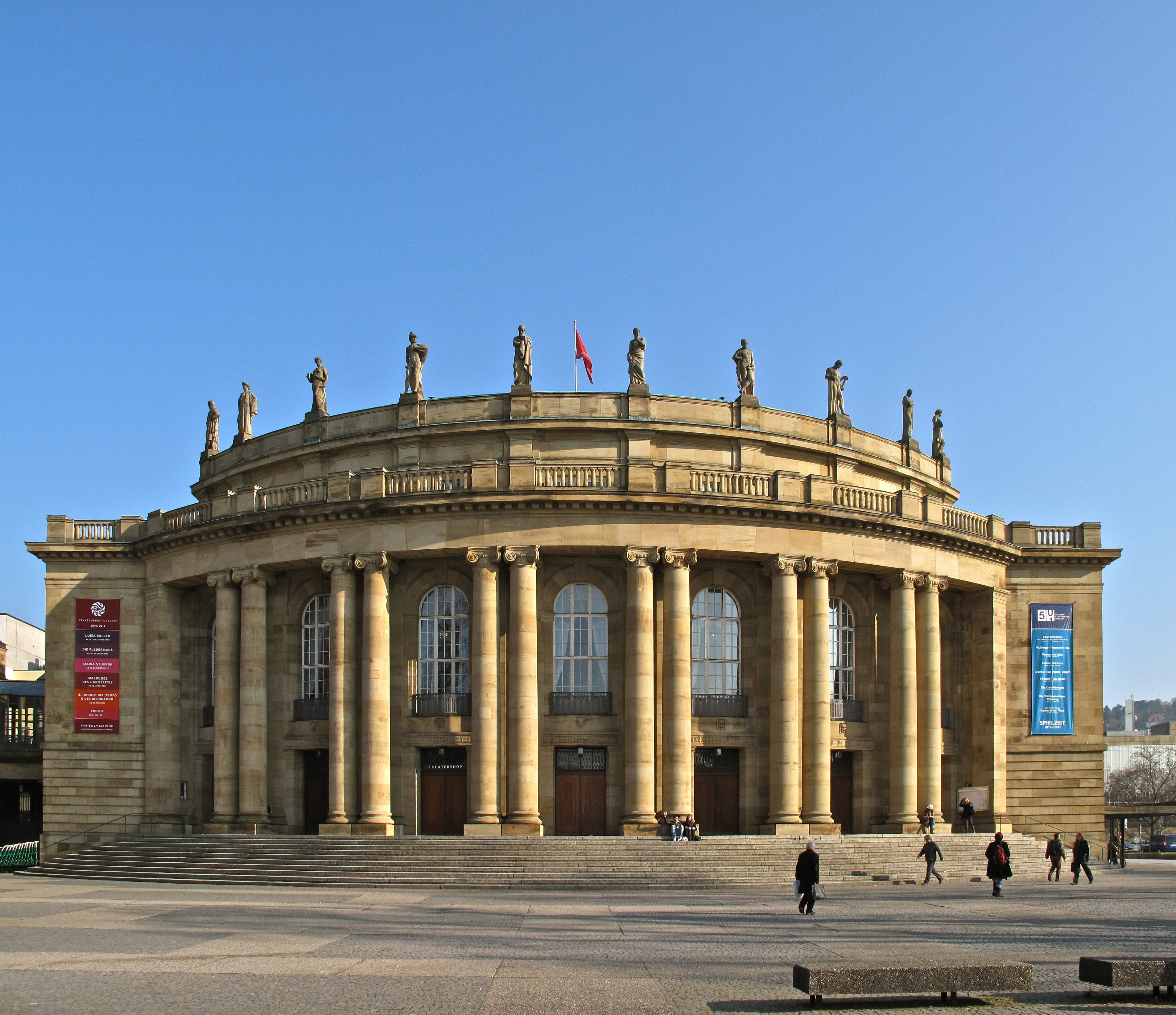
斯图加特州立剧院

斯图加特州立剧院（Staatstheater Stuttgart）是德国斯图加特的一座剧院。当地人又称为“大房子”（Großes Haus），曾是两座前皇家宫廷剧院（Königliche Hoftheater）中较大的一座。 
它是由赢得设计比赛的著名慕尼黑建筑师Max Littmann设计，建于1909年到1912年，称为皇家宫廷剧院（Königliche Hoftheater），为符腾堡王国的皇家剧院，有一大一小两座，分别称为“大房子”（Großes Haus）和“小房子”（Kleines Haus）。 
1919年，这座剧院更名为州立剧院（Landestheater、Staatstheater）。小房子毁于第二次世界大战期间的轰炸，后来建了新的小房子，1962年开业。 
“大房子”是第二次世界大战大轰炸后德国唯一幸存的主要歌剧院，1982年到1984年进行了全面修复，现有1,399个座位。
该剧院目前是斯图加特州立歌剧院（Staatsoper Stuttgart）所在地。